# Julia Bell
Julia Bell (Nottingham, 28 de enero de 1879-Londres, 26 de abril de 1979) fue una genetista inglesa.

## Biografía
Nació en Sherwood, un distrito de Nottingham, el 28 de enero de 1879. Estudió matemáticas en el Girton College de la Universidad de Cambridge, pero se graduó en el Trinity College de Dublín en 1907 debido a que las mujeres no lo tenían permitido en Cambridge. Trabajó después en el Observatorio de Cambridge y en el laboratorio Galton del University College de Londres con Karl Pearson, donde tuvo su primer contacto con la genética. A sugerencia de Pearson, estudió medicina entre 1914 y 1920 en la London School of Medicine for Women y en el hospital de St. Mary's y retornó a su puesto en Galton tras lograr el título.
Colaboró, junto con Pearson, Ronald Fisher, Lionel Penrose y John Burdon Sanderson Haldane, en la creación de los volúmenes II, IV y V del Treasury of human inheritance, una serie de pedigrís sobre enfermedades hereditarias. Sus contribuciones abordaban temas como la hemofilia, el daltonismo o la rubeola. Se jubiló a los ochenta y seis años y vivió hasta el 26 de abril de 1979, cuando falleció en una residencia de Westminster (Londres).
Lleva su nombre el síndrome de Martin-Bell, más conocido como síndrome X frágil.